# (21653) Davidwang
(21653) Davidwang est un astéroïde de la ceinture principale d'astéroïdes.

## Description
(21653) Davidwang est un astéroïde de la ceinture principale d'astéroïdes. Il fut découvert le 22 juillet 1999 à Socorro (Nouveau-Mexique) par le projet LINEAR. Il présente une orbite caractérisée par un demi-grand axe de 2,79 UA, une excentricité de 0,21 et une inclinaison de 18,8° par rapport à l'écliptique.

## Compléments